# Pala, Tartumaa
Pala är en ort i Estland. Den ligger i Pala kommun och landskapet Jõgevamaa, i den centrala delen av landet, 160 km sydost om huvudstaden Tallinn. Pala ligger 72 meter över havet och antalet invånare är 242.
Terrängen runt Pala är platt. Runt Pala är det glesbefolkat, med 10 invånare per kvadratkilometer. Närmaste större samhälle är Kallaste, 8,1 km öster om Pala. Omgivningarna runt Pala är en mosaik av jordbruksmark och naturlig växtlighet.